# 1894 en santé et médecine
| Années de la santé et de la médecine : 1891 - 1892 - 1893 - 1894 - 1895 - 1896 - 1897    |
| Décennies de la santé et de la médecine : 1860 - 1870 - 1880 - 1890 - 1900 - 1910 - 1920 |

Cet article présente les faits marquants de l'année 1894 en santé et médecine.

## Événements
- 1er février-24 juillet : Émile Roux, assisté de Louis Martin et d'Auguste Chaillou testent l'efficacité thérapeutique du sérum antidiphtérique sur des enfants à l'Hôpital des Enfants-Malades[1]. Ils communiquent leurs résultats sur la sérothérapie au Congrès international d'Hygiène tenu à Budapest au début de septembre[2].
- 10 mai : épidémie de peste attestée à Hong Kong en Chine[3]. Elle gagne l’Afrique, les îles du Pacifique, l’Australie, le continent américain et atteint San Francisco en 1900.
- 20 juin : le médecin et bactériologiste français Alexandre Yersin découvre à Hong Kong le bacille de la peste bubonique (Yersinia pestis). Le Japonais Kitasato Shibasaburō décrit indépendamment le bacille lors de ses recherches à Hong Kong la même année[4].

- Albert Calmette, revenu en France, met au point les premiers antivenins contre les morsures de serpent en utilisant des sérums de chevaux vaccinés et immunisés (le sérum de Calmette)[5].
- Description de la maladie de Binswanger par le psychiatre suisse Otto Binswanger[6].

## Décès
- 6 février : Theodor Billroth (né en 1829), chirurgien allemand.
- 2 avril : Charles-Édouard Brown-Séquard (né en 1817), physiologiste et neurologue français, né britannique.
- 16 avril : Joseph-Charles Taché (né en 1820), écrivain, homme politique, journaliste et médecin québécois.
- 7 octobre : Oliver Wendell Holmes (né en 1809), écrivain, médecin, essayiste et poète américain[7].